# Ійо Скай
Масамі Одате (яп. 大館昌美, Ōdate Masami, народилася 8 травня 1990 року) - Японська професійна реслерка. Вона виступає у WWE, на бренді RAW під псевдонімом Ійо Скай (яп. イヨ・スカイ, Iyo Sukai) (стилізовано великими літерами). Ійо є дворазовою світовою чемпіонкою WWE (1 раз чемпіонство WWE і 1 раз світу) й дворазовою Командною Чемпіонкою WWE серед жінок разом з тодішньою напарницею по угрупованню Дакотою Кай, а також колишнім володарем жіночого контракту Money in the Bank. Раніше вона виступала у WWE на підготовчому бренді NXT під псевдонімом Іо Ширай (яп. 紫雷 イオ, Shirai Io) ([ˈiːoʊ]), де вона була Чемпіонкою NXT серед жінок і Командною Чемпіонкою NXT серед жінок разом із Зої Старк.
Вона також відома своїми виступами у World Wonder Ring Stardom (Stardom), де вона була колишньою дворазовою Чемпіонкою Wonder of Stardom, шестиразовою Чемпіонкою Artist of Stardom, дворазовою Чемпіонкою World of Stardom, першою Чемпіонкою світу SWA, одноразовою Чемпіонкою Goddess of Stardom і одноразовою Чемпіонкою High Speed. Вона була визнана «асом » Stardom і була лауреатом Tokyo Sports Joshi Puroresu Grand Prizes 2015, 2016 і 2017 років.
Дебютувавши в березні 2007 року, вона провела кілька років, виступаючи як командна реслерка, об’єднавшись зі своєю старшою сестрою Міо, з якою вона змагалася у різних промоушенах у Японії та Мексиці, вигравши Командне Чемпіонство світу TLW серед молодих жінок. У червні 2010 року вона та її сестра зібралися з Каною, щоб сформувати угрупування Triple Tails, яке проіснувала 15 місяців, перш ніж Іо вирвалася з групи та розпочала свою сольну кар’єру в Stardom. Іо швидко стала однією з головних зірок промоушену, а в квітні 2013 року вона виграла головний титул промоушену — Чемпіонство World of Stardom, який вона вигравала двічі, і кожний рейн тривав понад рік. Вона виступала в Stardom з 2011 по 2018 рік, коли підписала контракт з WWE.

## Кар'єра у професійному реслінгу

### Незалежні промоушени

#### Команда Makehen (2007–2010)
Одате дебютувала у професійному реслінгу 4 березня 2007 року разом зі своєю старшою сестрою, причому обидві взяли на рингу імена Іо та Міо Шірай відповідно («Ширай» японською означає «Фіолетовий грім»). У своєму дебютному матчі сестри об’єдналися з Тоші Уемацу, щоб протистояти тріо Еріки Ура, Нозомі Такесако та Юрі Ураї. На момент свого дебюту Іо було лише 16 років, вона підробляла під час навчання в середній школі. Після закінчення навчання вона повноцінно почала виступати як професійна реслерка. Починаючи свою кар'єру як фрілансери, сестри Шираї представляли Team Makehen, угрупування, що складається з реслерок, яких тренував Томохіко Хасімото, у кількох незалежних промоушенах протягом першого року в бізнесі, зокрема Ібукі, Pro Wrestling Wave, JWP Джоші Пуроресу і Sendai Girls' Pro Wrestling.
19 жовтня 2008 року Ширай і Міо дебютували в одній з найбільших японських реслінг промоушені All Japan Pro Wrestling (AJPW), змагаючись у поєдинку, де вони перемогли команду Кіоко Кімури та Мікадо. З січня по березень 2009 року Шираї також кілька разів виступали у іншому великому промоушені, яка зазвичай не відомий своїм жіночим реслінгом, Pro Wrestling Zero1. 29 квітня сестри Шираї виграли своє перше чемпіонство, перемігши Моеку Харухі та Томоку Накагаву у фіналі турніру, щоб стати першими командними чемпіонками світу серед молодих жінок TLW (Totally Lethal Wrestling). Незважаючи на свою назву, чемпіонство належало Pro Wrestling Wave. 12 липня Іо отримала свій перший матч за одиночний титул, коли вона невдало кинула виклик Місакі Охаті за Чемпіонство JWP Junior і Princess of Pro-Wrestling Championships на Ibuki #30. З липня по листопад сім'я Ширай чотири місяці виступала у промоушені Ice Ribbon.
12 листопада 2009 року Шираї взяли участь у командному турнірі Pro Wrestling Wave Captain's Fall Six Person Tag Tournament, об’єднавшись з Гамі, але тріо зазнало поразки в матчі першого раунду Ран Ю-Ю, Рьо Мізунамі та Тоші Уемацу. Однак тріо повернулося на турнір, перемігши Місакі Охату, Моеку Харухі та Юмі Оку у втішному матчі того ж дня. 25 листопада Шираї та Ґамі спочатку перемогли Булфайт Сору, Черрі та Каору у півфіналі, а потім Аюмі Куріхару, Кану та Шу Шибутані у фіналі, щоб виграти турнір, причому Іо, як капітан, заробила вирішальне утриманя Шибутані. 23 грудня, Шираї програли Командне Чемпіонство Світу серед молодих жінок TLW Місакі Охаті та Моеці Харухі. 30 травня 2010 року Іо взяла участь у турнірі Catch the Wave 2010. Після трьох перемог і однієї поразки Шираї закінчила внічию на вершині свого блоку, але 10 серпня вибула з турніру після поразки в матчі на тай-брейку від Рьо Мізунамі.

#### Triple Tails (2010–2011)
19 червня 2010 року сестри Шираї створили угрупування Triple Tails разом із колегою-фрілансером Каною, перемігши Аюмі Куріхару, Хікару Шиду та Йошіко Тамуру в їх першому спільному матчі на турнірі NEO Japan Ladies Pro Wrestling. У результаті 4 липня Шираї отримали шанс на Командне Чемпіонство NEO Tag Shot Куріхари та Тамури, але зазнали поразки від діючих чемпіонок. 1 серпня Іо об’єдналася з Каною, щоб ще раз боротися за титул, але вони знову зазнали поразки від Куріхари та Тамури. 29 серпня Triple Tails повернулися до переможного шляху, перемігши Асамі Кавасакі, Хікару Шиду та Нагісу Нозакі в командному матчі з шістьма жінками. 19 грудня Triple Tails дебютували як одиниця у Pro Wrestling Wave, перемігши Черрі, Гамі та Томоку Накагаву у головній події у командному матчі 3 на 3.
29 січня 2011 року Шираї дебютували у Smash, коли угрупування Triple Tails напали на Юсуке Кодаму та Макото після їхніх матчів, і обидва рази тріо було вигнано з рингу Тадзірі. 13 лютого Triple Tails організували свою першу власну подію, де сестри Ширай змагалися з чоловічою командою Момо но Сейшун Тег(Ацуші Котоге та Дайсуке Харада), але програли. 25 лютого Шираї дебютували на рингу Smash на Smash.14, де вони об’єдналися з Каною, щоб перемогти Кен Охка, Таджірі та Йошіакі Яго у міжгендерному командному матчі 3 на 3. У березні, Triple Tails взяли участь у весняній серії Samba Osaka Pro Wrestling, не зазнавши поразок у шести командних матчах протягом усього туру. 30 квітня на Smash.16 Triple Tails зазнали поразки у жіночому командному матчі 3 на 3 від Макото, Серени та Сюрі. 3 травня на Smash.17 сестри Шираї зазнали поразки у командному матчі від Хікару Шида та Сюрі. Друга подія Triple Tails відбулася 8 травня, і в ній Іо, Міо та Кана перемогли Акіно, Кагецу та Сюрі у жіночому командному матчі 3 на 3 у головної події.
23 липня Triple Tails провели прес-конференцію, щоб оголосити, що після третього самостійно влаштованої події, 18 вересня Іо залишає угрупування, щоб продовжити сольну кар’єру. 21 серпня Triple Tails дебютували в Oz Academy, перемігши тріо Аюмі Куріхара, Хірен і Юмі Ока. 14 вересня Triple Tails перемогли Черрі, Моеку Харухі та Шуу Шибутані в останньому виступі угрупування Pro Wrestling Wave. Чотири дні потому Triple Tails перемогли Dash Chisako, Ryo Mizunami та Sendai Sachiko на їхньому третьому самостійному заході в останньому виступі угрупування разом.

### Мексика (2010–2012, 2014, 2015)
У 2010 році Шираї поїхала до Мексики, де вступила до місцевої реслінг школи, щоб пройти подальше навчання. 14 жовтня 2010 року Ширай, яка працювала під псевдонімом Viva Kasai, дебютувала в International Wrestling Revolution Group (IWRG) на події у Наукальпані, Мексика, де вона об’єдналася з Міні Абісмо Негро, Монстром Клоуном і Юріко, щоб перемогти Ель Іхо де Сьєн Караса, Марі Апаче, Маскаріта Дівіна та Pasión Cristal через дискваліфікацію в командному матчі 4 на 4. У Мексиці обидва Шираї виступали у котячо стилізованих масками, які вони одягали лише на виходах на ринг у Японії. 31 жовтня обидві сестри Шираї були доставлені до AAA, який мав робочі відносини з IWRG, і перепаковані, при цьому Іо прийняла ім’я Оюкі, а Міо стала Кагуя. У своєму першому матчі AAA Оюкі та Кагуя об’єдналися з Юріко в командному матчі з шести осіб, де вони зазнали поразки від Синтії Морено, Гато Евереді та Марі Апаче. Під час перебування в AAA Оюкі та Кагуя утворили союз із угрупуванням La Legión Extranjera (Іноземний легіон). 7 листопада Оюкі та Кагуя перемогли Фабі та Марі Апач у командному поєдинку, а потім вкрали у Фабі пояси Змішаного командного чемпіона світу AAA та пояси Чемпіона AAA Reina de Reinas у Марі. 15 листопада Апачі та Синтія Морено перемогли Оюкі, Кагую та Сексі Стар у командному матчі 3 на 3. Через тиждень Оюкі, Кагуя та Дженніфер Блейк перемогли Морено та Апачів у ще одному командному матчі 3 на 3. Виявилося, що це була остання поява у ААА Оюкі та Кагуї, що призвело до того, що сюжетну лінію з Апачі було вилучено без завершення.
Шираї, яка зараз виступає без маски та під псевдонімом Іо Ширай, повернулася до Мексики 15 травня 2011 року на Lucha Fan Fest 4, де вона об’єдналася з Носавою, щоб перемогти Чіку Торменту та Майка Сегуру за вакантне Чемпіонство Americas World Mixed Tag Team. У листопаді 2011 року Ширай повернулася до Мексики з Wrestling All-Star Pros (WASP) для ще одного двотижневого туру. 1 листопада Ширай поставила своє волосся на кон у своєму першому матчі Lucha de Apuestas волосся проти маски, чотиристоронньому міжгендерному матчі на вибування, де вона зіткнулася з Анхель о Демоніо, Ла Малефікою та Шитарою. Зрештою, поєдинок дійшов до Шираї та Ла Малефіки, закінчившись тим, що Шірай підкорила суперницю та перемогла, змусивши її зняти з себе маску. 3 січня 2012 року Ширай та Носава захищали командне Чемпіонство Americas World Mixed Tag Team, перемігши Кена Оку та Міо Шираq на події Union Pro Wrestling. Ширай повернулася до Мексики 19 травня 2012 року, щоб взяти участь у Lucha Expo в Мехіко, де вона об’єдналася з Кірою, щоб перемогти Чіка Тормента і Ла Вакеріта у командному матчі.
Після повернення Ширай до Японії її заарештували за підозрою в контрабанді марихуани. Це призвело до дворічної перерви в її регулярних поїздках до Мексики, перш ніж 27 січня 2014 року Ширай повернулася в країну. Ширай повернулася до Мексики 11 травня, щоб взяти участь у турнірі Toryumon Mexico DragonMania 9, де вона, Темний ангел, Каірі Ходжо та Маю Іватані перемогли Ахі Лійн, Бейбі Стар, Діозу Атенею та Містік у жіночому командному поєдинку 4 на 4. 23 травня 2015 року Ширай повернулася до Мексики, вперше взявши участь у турнірі Toryumon Mexico DragonMania 10 на Arena México, де вона, Діоза Атенея, Маю Іватані та Міма Шімода перемогли Індію Мазахуа, Індію Сіу, Малінью та Зену у жіночому командному матчі 4 на 4. Пізніше того ж дня, Ширай також взяла участь у Lucha Fan Fest 8, де вона, Дос Карас і Ванелі перемогли Атенею, Іватані та Бразо де Плата в командному матчі 3 на 3.

### World Wonder Ring Stardom (2011–2018)
Після того, як Ширай покинула Triple Tails, хоча вона все ще називалася фрілансером, вона фактично зробила World Wonder Ring Stardom своїм новим домашнім промоушеном, дебютувавши 14 серпня 2011 року, коли вона об’єдналася з Нанае Такахаші, щоб перемогти Йоко Біто та Юзукі Айкава у командному матчі, утримавши Айкаву та викликавши її на матч за Чемпіонство Wonder of Stardom. Наступного місяця, Ширай продовжила виступати в команді з Такахаші, а 25 вересня безуспішно кинула виклик Айкаві за Чемпіонство Wonder of Stardom. 10 жовтня Ширай і Такахаші увійшли до Goddesses of Stardom League Tag. Коли турнір завершився через два тижні, Шираї та Такахаші завершили його  з однією перемогою та двома поразками і не пройшли далі у турнірі. У січні 2012 року Ширай разом з Арісою Хошікі, Маю Іватані та Нацумі Шоузукі сформував угрупування Planet. 4 березня Ширай організувала власний незалежну подію під назвою Carino!  де вона відсвяткувала свою п’яту річницю у професійному реслінгу та під час якої вона офіційно приєдналася до Stardom, закінчивши свої фрілансерські дні. У головній події шоу Шираї об’єдналася з Темним Ангелом, з яким вона подружилася під час перебування в Мексиці, щоб перемогти Міхо Вакізаву та Нанае Такахаші в командному матчі. 25 березня Ширай безуспішно кинула виклик Нацукі☆Тайо за Чемпіонство High Speed. 22 квітня Шираq, Аріса Хошікі та Нацумі Шоузукі з угурпування Planet пробилися до фіналу командного турніру 3 на 3, який мав визначити угрупування номер один у Stardom, однак там вони зазнали поразки від Нанае Гундан (Міхо Вакізава, Нанае Такахаші та Юрі Харука).
Після її арешту за наркотики у травні 2012 року та остаточного виправдання, Ширай повернулася на ринг 22 липня, взявши участь у Stardom Rumble, щоб визначити чотирьох останніх учасників 5-зіркового Гран-прі 2012 року. Ширай провела останню елімінацію в матчі, утримавши партнерку по Planet Маю Іватані, щоб отримати право на участь у турнірі. Ширай завершила турнір, який проходив з 19 серпня по 30 вересня, з двома перемогами, однією нічиєю і однією поразкою, не змігши пройти до фіналу. 27 жовтня Ширай та Маю Іватані увійшли до 2012 Goddesses of Stardom Tag League під назвою «Thunder Rock», перемігши минулорічних фіналістів, Кавасакі Кацусіку Сайкю Денсецу (Нацукі☆Тайо та Йошіко) у своєму першому матчі по круговій системі. Проте, програвши два матчі за кокруговою системою, Ширай та Іватані не змогли кваліфікуватися до фіналу турніру. Ширай завершила свій 2012 рік, програвши Кіоко Кімурі 24 грудня в матчі, де переможниця отримала право поборотися за будь-який із титулів Stardom. 14 січня 2013 року Ширай разом із партнерами по Planet Маю Іватані та Нацумі Шоузукі взяли участь у турнірі, щоб визначити перших Чемпіонів Artist of Stardom. Однак вони були еліміновані в матчі першого раунду командою Шіммер (Келлі Скейтер, Портіа Перес і Томока Накагава). Через шість днів, Ширай та Іватані безуспішно кинули виклик Кавасакі Кацушіка Сайкьоу Денсецу (Нацукі☆Тайо та Йошіко) за Чемпіонство Goddes of Stardom.

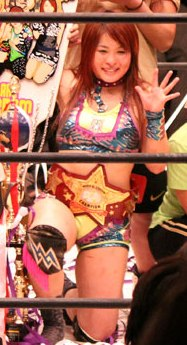
Шираї як Чемпіонка World of Stardom у 2014 році

24 березня 2013 року Ширай спочатку перемогла Каорі Йонеяму у півфіналі, а потім Темного Ангела у фіналі, щоб стати претенденткою номер один за Чемпіонство World of Stardom на найбільшій події в історії Stardom 29 квітня в Ryōgoku Kokugikan.  31 березня, Ширай вперше зіткнулася з чинною чемпіонкою World of Stardom, Альфа-Жінкою, коли вона та Темний Ангел зазнали поразки в командному матчі від Кіоко Кімури та чемпіонки, яка у підсумку утримала Ширай. 29 квітня в Ryōgoku Cinderella, Ширай перемогла Альфа-Жінку і стала третьою Чемпіонкою World of Stardom. Шираq провела свій перший успішний захист титулу 2 червня проти Йошіко. 17 серпня Ширай перемогла Кіоко Кімуру, провівши свій другий успішний захист. З 25 серпня по 23 вересня Ширай брала участь у 5★Star GP2013, де вона закінчила з трьома перемогами, однією нічиєю та однією поразкою, а нічия в останній день проти новачка Такумі Ірохи коштувала їй місця у фіналі. Тоді Ширай та Іроха об’єдналися для участі в турнірі Goddesses of Stardom Tag Tournament 2013, але 20 жовтня їх вибили у матчі першого раунду Кайрі Ходжо та Нанае Такахаші, переможець 5★Star GP2013, яка зараз націлилася  на Чемпіонство World of Stardom Ширай. Матч за титул між Ширай та Такахаші відбувся 4 листопада на 100-му заході Stardom, де Ширай перемогла лише за одну секунду до кінця тридцятихвилинного ліміту, провівши свій третій успішний захист титулу. Після матчу Ширай запропонувала наступний шанс за свій титул реслерці JWP Джоші Пуроресу Арісі Накадзімі. Накадзіма прийняла поєдинок за умови, що спочатку вона зможе виграти назад Чемпіонство JWP у відкритій вазі. 16 грудня, наступного дня після того, як Накадзіма виграла титул, 29 грудня було офіційно оголошено титульний поєдинок між Ширай та Накадзімою за титули World of Stardom і JWP у відкритій вазі. Матч завершився нічиєю в тридцять хвилин, що означає, що обидва чемпіони зберегли свої титули. Після матчу Ширай кинула виклик на ще один подвійний матч за титул проти нової Чемпіонки High Speed Нацукі☆Тайо. На щорічній церемонії нагородження Stardom пізніше того ж дня, Ширай було названо MVP 2013 року
26 січня 2014 року, на третьому ювілейному заході Stardom, Ширай перемогла Чемпіонку High Speed Нацукі☆Тайо в матчі, де на кону стояло лише Чемпіонство World of Stardom, здійснивши свій п’ятий успішний захист титулу. Наближаючись до річниці перемоги Чемпіонства World of Stardom, Ширай пообіцяла побити рекорди Нанае Такахаші за найдовший рейн (602 дні), так і за найбільш успішним захистом титулу (сім разів) , а також оголосила, що приймає претендентів з по всьому світу. Ширай здійснила свій шостий успішний захист титулу проти американської реслерки Мелісси 16 березня і рекордний сьомий успішний захист проти попередньої чемпіонки Альфа-Жінки 29 квітня 6 травня Ширай стала подвійним чемпіоном у Stardom, коли вона перемогла Нацукі☆Тайо, яка незабаром завершила кар'єру, за Чемпіонство High Speed. 17 травня, Ширай здійснила свій рекордний восьмий успішний захист титулу World of Stardom, перемігши Стар Файр на Lucha Fan Fest 7 у Мехіко. Після повернення до Stardom, Ширай здійснила свій дев’ятий успішний захист титулу проти Такумі Ірохи 1 червня. Після цього вона запропонувала наступний титульний поєдинок Мейко Сатомурі, яка перемогла її в нетитульному матчі на турнірі Sendai Girls' Pro Wrestling 26 квітня 10 липня, Ширай перемогла Сатомуру, проввши свій десятий успішний захист Чемпіонства World of Stardom. 20 липня Ширай отримала можливість стати першим чемпіоном потрійної корони Stardom, але вона та Такумі Іроха, яку називають «Зіркою Хейсей», зазнали невдачі у своїй спробі виграти Чемпіонство Goddess of Stardom у Кімури Монстр-гармат (Альфа-Жінка та Кіоко Кімура). 10 серпня Ширай програла Йошіко Чемпіонство World of Stardom, завершивши її рейн у 468 днів і десять успішних захистів.
Після матчу між ними за Чемпіонство World of Stardom, Ширай та Йошіко погодилися сформувати нове партнерство, до якого також приєдналися Маю Іватані, Рео Хадзукі та Такумі Іроха. П’ятеро, усі народжені в період Хейсей, почали нове суперництво зі старшими реслерками Stardom, народженими в період Сьова, на чолі з Нанае Такахасі. З 24 серпня по 23 вересня 2014 року Ширай брала участь у 5★Star GP 2014. Після трьох перемог і двох поразок Ширай вийшла у фінал, де перемогла Йошіко і виграла турнір. 3 листопада Ширай та Йосіко, чиє партнерство тепер офіційно відоме як «Хейсей-гун» («Армія Хейсей»), безуспішно кинули виклик Каїрі Ходжо з Сьова-гуна та Нанае Такахаші за Чемпіонство Goddess of Stardom. Пізніше того ж місяця, Ширай та Маю Іватані дійшли до фіналу 2014 Goddesses of Stardom Tag League, але зазнали поразки від Ходжо та Такахаші. 24 листопада, Ширай здійснила свій перший успішний захист Чемпіонства High Speed проти Когуми з Сьова-гуна. 7 грудня Ширай знову стала подвійною чемпіонкою, коли вона та товариші по угрупуванню Хейсей-гуна Маю Іватані та Такумі Іроха перемогли Томодачі Манію (Хацухіноде Камен, Каорі Йонеяма та Цубаса Курагакі), щоб виграти Чемпіонство Artist of Stardom. 14 лютого Ширай взяла участь у незалежній події MIO своєї сестри Міо, перемігши Міо в головній події в одиночному матчі, що стало їх першим спільним матчем за три роки. 22 лютого Ширай програла Чемпіонство High Speed Когумі у своєму третьому захисті. 29 березня, після відсторонення Йошіко від Stardom, Ширай була увійшла у турнір чотирьох жінок для визначення нового чемпіона World of Stardom. Після перемоги над Такумі Ірохою вона пройшла до фіналу турніру, де її перемогла Каірі Ходжо. 14 квітня Хейсей-гун був позбавлений титулу Artist of Stardom  через те, що Іроха залишився поза виступами через травму коліна. 6 травня Ширай та Іватані спочатку перемогли Оедо Тай (Кріс Вулф і Стар Файр), а потім Кенді Краш (Челсі та Каірі Ходжо), щоб виграти турнір за вакантне Чемпіонство Goddes of Stardom. 17 травня, Ширай перемогла Ніккі Шторм у вирішальному матчі, щоб виграти вакантне Чемпіонство Wonder of Stardom, ставши першою реслеркою, яка виграла усі п’ять чемпіонств Stardom.
Перед майбутнім відходом Міо Ширай з професійного реслінгу, вона дебютувала в Stardom 26 липня 2015 року, щоб змагатися, як було названо, у фінальному поєдинку сестер Ширай разом, де Іо та Міо перемогли Хіройо Мацумото та Маю Іватані. 23 вересня, Ширай та Іватані побили рекорд за кількістю успішних захистів Чемпіонства Goddess of Stardom, перемігши Даш Чісако та Сендай Сачіко у своєму четвертому захисті. 17 жовтня, Ширай перемогла Мію Їм у Ковіні, Каліфорнія, під час першого американського туру Stardom, здійснивши свій шостий успішний захист титулу Wonder of Stardom. Під час другої події в Болдуін-Парку, штат Каліфорнія, через два дні, Ширай та Іватані вп’яте успішно захистили титул Goddess of Stardom проти Хіройо Мацумото та Келлі Скейтер. 8 листопада Ширай та Іватані виграли 2015 Goddesses of Stardom Tag League, перемігши Алекс Лі та Каорі Йонеяму в першому раунді та Хіройо Мацумото та Сантану Гаррет у фінальному матчі, який також ознаменував їх шостий успішний захист чемпіонства Goddess of Stardom. Після семи успішних захистів титулу Ширай програла титул Wonder of Stardom Сантані Гаррет 23 листопада в матчі, у якому також розігрувався титул чемпіонки світу NWA серед жінок. 7 грудня видання Tokyo Sports визнало Ширай найкращою реслеркою <i id="mwAmE">джоші</i> обігнавши Каірі Ходжо, Мейко Сатомурою та Сакі Акай.
23 грудня 2015 року Ширай перемогла Мейко Сатомуру, ставши першою дворазовою Чемпіонкою World of Stardom. Тим часом Thunder Rock також продовжили свій рейн Чемпіонок Goddess of Stardom, перемігши команду новачків у складі Джангл Кіона та Момо Ватанабе 10 січня 2016 року, провівши свій сьомий успішний захист. 17 січня Ширай здійснила свій перший успішний захист титулу World of Stardom проти Каірі Ходжо. 28 лютого Шираї стала потрійною чемпіонкою, коли вона, Іватані та Каїрі Ходжо, названі разом «Threedom» (поєднання слів «Three» і «Stardom»), перемогли Іві, Хіройо Мацумото та Келлі Скейтер, вигравши Чемпіонство Artist of Stardom. У квітні Ширай разом з Іватані та Ходжо вирушила до Сполучених Штатів, щоб взяти участь у заходах, які проводили Lucha Underground і Vendetta Pro Wrestling. 15 травня Thunder Rock зіткнулась у матчі, де Shirai перемогла Іватані, здійснивши свій четвертий успішний захист титулу World of Stardom., Пізніше цього місяця реслерки Stardom взяли участь у європейському турі, під час якого промоушен дебютував нове Чемпіонство світу Stardom World Association (SWA). 21 травня, Ширай спочатку перемогла Кей Лі Рей у першому раунді, потім Драгоніту в півфіналі і, нарешті, Тоні Шторм у фіналі, щоб виграти турнір і стати першою чемпіонкою. Встановивши рекорди за найдовший рейн, так і за найуспішнішим захистом титулу, Ширай та Іватані програли Чемпіонство Goddess of Stardom Кагецу та Кіоко Кімура під час 11-го захисту титулу 16 червня. 24 липня Шираї програла Чемпіонство світу SWA Тоні Шторм у своєму третьому захисті.  Згодом Ширай перенесла операцію на куприку, але очікувалося, що вона пропустить лише один місяць виступів на рингу. 2 жовтня Threedom програли титул Artist of Stardom Оедо Тай (Хана Кімура, Кагецу та Кіоко Кімура) у своєму третьому захисті. 11 листопада Thunder Rock потрапили до фіналу 2016 Goddesses of Stardom Tag League. Після поразки від Каїрі Ходжо та Йоко Біто, Ширай налаштувався на Іватані, заявивши, що Thunder Rock і Threedom були в історії, і утворила нове партнерство з невідомою жінкою в масці.
20 листопада 2016 року до Ширай та її нової партнерки, тепер раніше відома як Рео Хадзукі та перейменована на "HZK", приєдналася Момо Ватанабе, яка напала на Маю Іватані під час командного матчу. Нове угрупування під керівництвом Ширай пізніше була названа «Queen's Quest». 14 грудня Ширай була нагороджена другою поспіль нагородою «Джоші - реслерка року» від Tokyo Sports. Ширай завершила свій рік, здійснивши свій дев'ятий успішний захист титулу World of Stardom проти колишньої партнерки по команді Маю Іватані 22 грудня. 7 січня 2017 року Queen's Quest стали новими Чемпіонками Artist of Stardom, перемігши Оедо Тай (Кагецу, Кіоко Кімура та Вайпер) за вакантний титул. 11 лютого, після того, як Момо Ватанабе була вилучена через травму, Азумі стала новою учасницею Queen's Quest, прийнявши псевдонім «AZM». 23 лютого Ширай здійснила свій одинадцятий успішний захист титулу World of Stardom проти Шейни Базлер, побивши свій власний рекорд за кількістю захистів титулу. 9 березня, Ширай відсвяткувала свою десяту річницю у професійному реслінгу спеціальним заходом, під час якого її команда з Мейко Сатомурою перемогла Чіхіро Хашимото та Маю Іватані в командному матчі у головній події. 9 квітня Queen's Quest було позбавлено титулу Artist of Stardom через травму Ватанабе. Queen's Quest, який тепер представляють Ширай, AZM і HZK, повернули собі титул через шість днів, перемігши Oedo Tai (Хана Кімура, Кагетсу та Роза Негра) у фіналі турніру чотирьох команд. Вони програли титул Хіромі Мімурі, Каірі Ходжо та Конамі під час свого першого захисту 6 травня, щоб повернути його 4 червня Вони програли титул Team Jungle (Хіройо Мацумото, Джангл Кіона та Каорі Йонеяма) у своєму першому захисті 17 червня . Після 18 місячного рейну з рекордними 14 успішними захистами титулу, Ширай, 21 червня, програла титул World of Stardom Чемпіонці Wonder of Stardom Маю Іватані Наступного дня Ширай пішла на невизначену перерву, щоб пройти курс лікування від травми шиї. 14 травня вона отримала травму під час пайлдрайверу від Тоні Шторм під час їхнього матчу за титул World of Stardom
Ширай повернулася після травми 30 липня 2017 року, запропонувавши учаснику Oedo Tai Вайпер членство в Queen's Quest. Після того, як Вайпер прийняла пропозицію, Ширай пообіцяла повернути титул Artist of Stardom і виграти 5★Star GP 2017. Матч-відповідь Шираї відбувся 13 серпня, коли вона, HZK і Вайпер відвоювали титул Artist of Stardom у Мацумото, Кіони та Йонеями. 19 листопада Ширай перемогла Йоко Біто і вдруге виграла титул Wonder of Stardom. 14 грудня Шираї стала першою реслеркою в історії, яка виграла три поспіль нагороди «реслерка року» від Tokyo Sports. 21 квітня 2018 року, Ширай здійснила свій десятий успішний захист титулу Wonder of Stardom проти Мартіни, побивши рекорд Сантани Гарретт за кількістю захистів титулу. 23 травня, Ширай програла титул Wonder of Stardom Момо Ватанабе під час свого дванадцятого захисту титулу. 29 травня 2018 року Stardom оголосили про відхід Ширай після її останнього поєдинку, який вона провела 10 червня, беручи участь у серії з десяти матчів з обмеженим часом у одну хвилину проти членів реєстру Stardom, яка завершилася однією перемогою та однією поразкою.

### WWE

#### Підписання та Mae Young Classic (2017–2018)
У жовтні 2016 року, Wrestling Observer Newsletter повідомили, що з Ширай та Каірі Ходжо зв’язалися та запропонували контракти WWE, починаючи з 2017 року. Як повідомляється, Ширай повідомила керівництву Stardom, що приймає цю пропозицію. У березні 2017 року, Ширай взяв участь у трайауті WWE в WWE Performance Center в Орландо, штат Флорида. Її трайаут не мав бути оприлюдненим, але через проблему з комунікацією вона була представлена на офіційному веб-сайті WWE у статті, яку незабаром зняли. Після трайауті Ширай підтвердила, що їй запропонували контракт.
15 травня 2017 року Дейв Мелцер з Wrestling Observer Newsletter повідомив, що Шираї прийняла пропозицію від WWE. Наступного місяця було повідомлено, що медичне обстеження WWE виявило травму шиї, яка відклала дебют Ширай у WWE. У серпні Мельцер повідомив, що як тільки лікарі дозволили Ширай повернутися на ринг, WWE скасувала свою пропозицію щодо контракту, зазначивши, що компанія має «загальне правило не залучати нових талантів, які мають проблеми зі струсом мозку або шиєю». Пізніше повідомлялося, що медичне обстеження також виявило проблему з серцем Ширай. Японські лікарі повідомили про здорові і серце, і шиї Ширай, але лікарі WWE запропонували не давати їй контракт. Через шість місяців, 28 травня 2018 року, Tokyo Sports повідомила, що Ширай веде переговори з WWE. 29 травня Ширай оголосила, що залишає Stardom.
30 червня 2018 року Шираї вперше офіційно дебютувала у промоушені на домашньому шоу WWE в Рьоґоку Кокугікан, де було оголошено, що вона підписала контракт із промоушеном та виступатиме на їхньому підготовчому майданчику NXT. Ширай брала участь у турнірі Mae Young Classic 2018 року. 8 серпня Ширай перемогла Хаю Бруксайд у першому раунді турніру в своєму дебютному матчі WWE. Наступного дня, 9 серпня, Ширай перемогла Зевксіс у другому раунді, Деонну Пурраццо у чвертьфіналі та Рію Ріплі у півфіналі. У фіналі, який відбувся на WWE Evolution 28 жовтня, Ширай програла Тоні Шторм.

#### NXT (2018–2022)
У своїй першій появі на NXT, Ширай дебютувала 17 листопада 2018 року на TakeOver: WarGames, де вона та Дакота Кай врятували її найкращу подругу Кайрі Сейн під час її матчу з Шайною Базлер від нападу її союзників Джессамін Дюк і Марини Шафір. Вона дебютувала на випуску NXT від 19 грудня, де вона об’єдналася з Кай, і вони перемогли Дюк та Шафір у командному поєдинку, а завдяки її перемозі через тиждень, Ширай взяла участь у фатальному чотиристоронньому матчі за претендентство номер один за Чемпіонстов NXT серед жінок, проте матч виграла Б'янка Белейр. Невдовзі після того, коли Кай вибула із-за травми, Ширай продовжила співпрацювати з Сейн, сформувавши команду, відому як «Небесні пірати» (англ. "The Sky Pirates"), продовжуючи перемагати різні команди. 

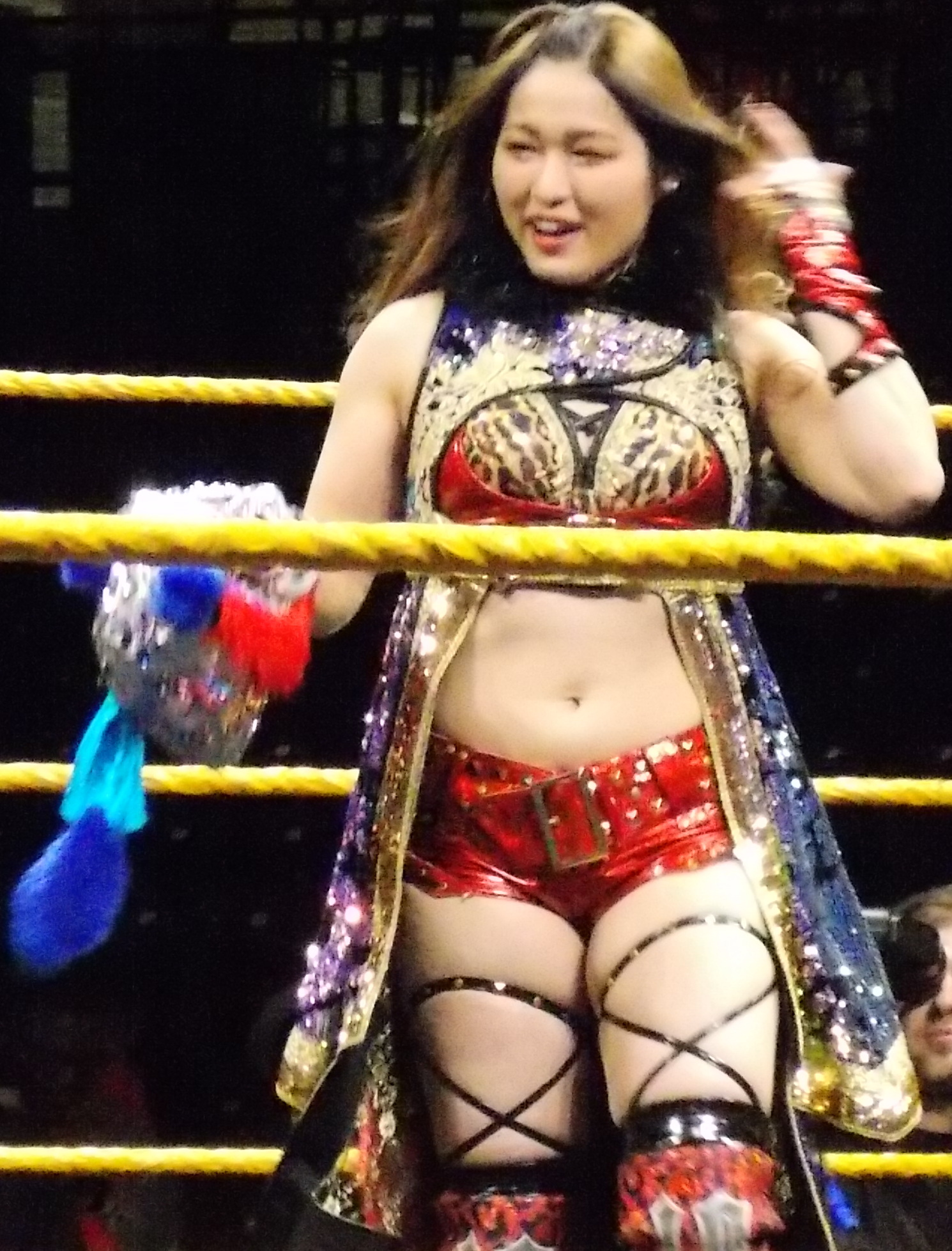
Ширай у 2019 році

5 квітня 2019 року на TakeOver: New York Ширай і Сейн взяли участь у фатальному чотиристоронньому матчі за Чемпіонство NXT серед жінок, однак обидві не змогли завоювати титул, оскільки Базлер підкорила Б’янку Белейр, щоб зберегти титул. Всього через шість днів, 11 квітня (епізод вийшов на у записі 17 квітня), Ширай втрутився в бій-реванш Сейн проти Базлер і напала на неї, коли вона намагалася травмувати Сейн, що призвело до програшу Сейн через дискваліфікацію. У результаті Сейн більше не дозволили змагатися за Чемпіонство NXT серед жінок, що було способом списати її з бренду.
Після переходу Сейн до основного ростеру та розпуску The Sky Pirates, Ширай продовжила свою ворожнечу з Базлер, Дюк і Шафір, оскільки ці троє постійно нападали на неї. Зрештою це призвело до титульного поєдинку між Ширай та Базлер за Чемпіонство NXT на TakeOver: XXV 1 червня 2019 року На цьому заході Ширай не вдалося перемогти Базлер, незважаючи на втручання Кендіс Лерей, і напад на Дюк і Шафір. Кілька тижнів потому, на випуску NXT від 26 червня, Ширай отримала бій-реванш проти Базлер у сталевій клітці, однак вона знову не змогла завоювати титул. Після матчу, Ширай сама напала на Лерей (яка знову вибила Дюк та Шафір), ставши хілом. Влітку, Ширай створила новий імідж, використавши нову музичну тему для виходу та вдягаючись у чорну шкіру, і продовжила суперництво з Лерей. Сюжетна лінія між ними досягла кульмінації в матчі на TakeOver: Toronto 10 серпня, який Ширай виграла через підкорення.
У листопаді, Ширай приєдналася до команди Шейни Базлер для жіночого матчу WarGames на TakeOver: WarGames; Команда Базлер програла Ріплі та Кендіс Лерей, незважаючи на перевагу 2 на 4. Наступного вечора на Survivor Series, Ширай змагалася як частина команди NXT у першому в історії жіночому матчі 5-на-5-на-5 Survivor Series, де її команда перемогла, а вона була однією з тих, хто вижив. Під час матчу проти Тоні Шторм 22 січня 2020 року на випуску NXT, Ширай отримала незначну травму, через яку вона вибула з гри на два місяці.
Ширай повернулася на випуску NXT від 25 березня, перемігши Алію, а також кваліфікувавшись до матчу з драбинами за претендентство номер один. На випуску NXT від 8 квітня Ширай виграла матч з драбинами за титульний матч проти нової Чемпіонки NXT серед жінок Шарлотт Флер. 6 травня на випуску NXT вона отримала титульний матч, який виграла через дискваліфікацію, коли Флер напала на неї палицею для кендо. Протягом травня Ширай вступив у сюжетну лінію як з Флер, так і з Ріплі (яку Флер перемогла, щоб виграти титул на WrestleMania 36), що призвело до матчу потрійної загрози на TakeOver: In Your House. На заході 7 червня Ширай перемогла Флер і Ріплі, вигравши Чемпіонство NXT серед жінок, ознаменувавши її першу перемогу титулу в WWE. Ширай перемогла Сашу Бенкс в нетитульному матчі на спеціальному випуску The Great American Bash NXT . Протягом літа, Ширай повільно стала твінером, й успішно захистила свій титул проти Теган Нокс і Дакоти Кай на TakeOver XXX. У вересні Ширай відновила суперництво з Кендіс Лерей. Їхня ворожнеча спровокувала два титульні матчі на TakeOver 31 і Halloween Havoc, включаючи перший в історії матч за правилами столи, драбини та страхи, в якому Ширай змогла зберегти свій титул. 18 листопада на випуску NXT, Ширай успішно зберегла свій титул проти Рії Ріплі. На TakeOver: WarGames Ширай була частиною команди «Блекхарт» (вона сама, Шотці Блекхарт, Рія Ріплі та Ембер Мун), яка протистояла команді «Лерей» (Кендіс Лерей, Тоні Шторм, Дакота Кай та Ракель Гонсалес) у програшному матчі, у якому Ширай була утримана Гонсалес. 14 лютого 2021 року на TakeOver: Vengeance Day Ширай перемогла Мерседес Мартінес і Тоні Шторм у матчі потрійної загрози, зберігши Чемпіонство NXT серед жінок. 10 березня на випуску NXT, Ширай було кинуто виклик від Шторм за титул, який вона зберегла. 7 квітня в головній події Першої ночі TakeOver: Stand & Deliver вона програла титул Ракель Гонсалес, завершивши свій рейн у 304 дні.
Ширай повернулася на випуску NXT від 8 червня. У наступні тижні, Ширай об’єдналася з Зої Старк у команду. 29 червня на випуску NXT вони виграли матч потрійної загрози та стали претендентками номер один на Командне Чемпіонство NXT серед жінок. На The Great American Bash, Ширай і Старк перемогли The Way (Кендіс Лерей та Інді Хартвелл), вигравши титули. На випуску NXT від 7 вересня вони захистили свої чемпіонські титули у матчі проти команди Кейсі Катандзаро та Кейден Картер. Вони успішно зберегли свої титули в матчі проти Toxic Attraction  Джіджі Долін і Джейсі Джейн) на випуску NXT від 28 вересня. На Halloween Havoc, у матчі потрійної загрози Scareway to Hell Ladder проти Toxic Attraction і команди Інді Гартвелл і Персії Піротти, вони програли Toxic Attraction, закінчивши свій рейн через 111 днів.
На WarGames Ширай об’єдналася з Корою Джейд, Кей Лі Рей і Ракель Гонсалес. Вони перемогли команду Дакоти Кай і Toxic Attraction в матчі WarGames. У 2022 році, Ширай об’єднався з Кей Лі Рей після того, як врятувала останню від атаки Toxic Attraction. Як команда, вони потім увійшли до Women's Dusty Rhodes Tag Team Classic. Вони перемогли команду Амарі Міллер і Леш Ледженд в першому раунді, Кейсі Катандзаро і Кайден Картер у півфіналі, Венді Чу і Дакоту Кай у фіналі та виграли жіночий Кубок Дасті. Тоді Ширай і Рей вирішили кинути виклик Менді Роуз за Чемпіонство NXT серед жінок на Stand & Deliver замість того, щоб кинути виклик командним чемпіонам Долін і Джейн. Їм не вдалося виграти титул. Тоді вона вибула зі строю через травму.

#### Формування Damage CTRL і Командне чемпіонство (2022–2023)

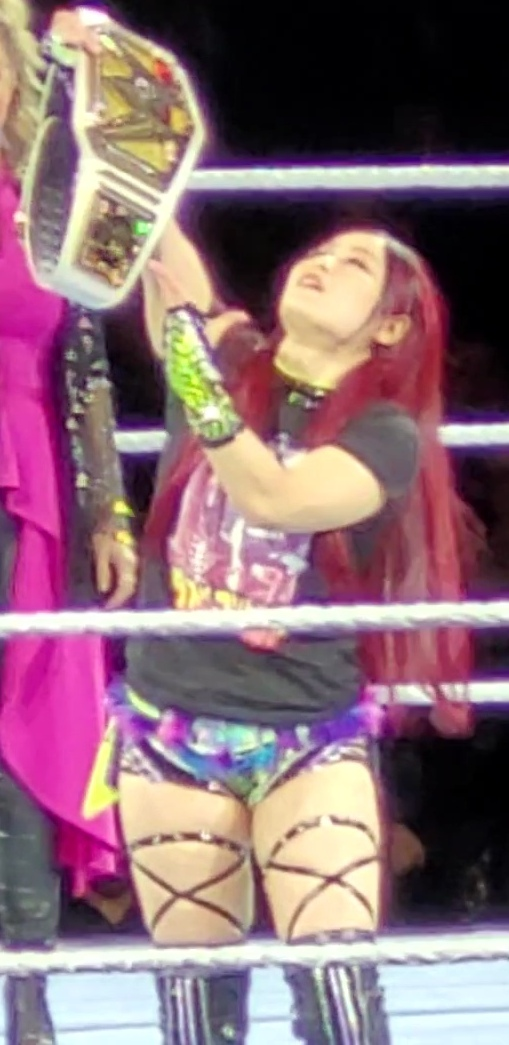
Скай як Чемпіонка WWE серед жінок у жовтні 2023 року

30 липня 2022 року, Ширай повернулася після травми на SummerSlam разом із Бейлі та Кай, будучи союзниками та протистояли Чемпіонці Raw серед жінок Б’янці Белейр. Ширай була представлений під новим псевдонімом Ійо Скай, і приєднавшись до бренду Raw як хіл. Наступного випуску Raw тріо напало на Беккі Лінч, Алексу Блісс і Аску. Дебютний поєдинок Скай відбувся проти Белейр в нетитульному поєдинку, який закінчився без результату через втручання Аски, Блісс, Кай та Бейлі, які вийшли на ринг і почали бійку. Наступного тижня тріо викликало Аску, Белейр і Блісс на жіночий командний матч 3 на 3 на Clash at the Castle. Тоді Скай і Кай взяли участь у турнірі за Жіноче Командне Чемпіонство та виграли перший раунд і півфінали але їм не вдалося виграти фінал і Командне Чемпіонство WWE серед жінок. На Clash at the Castle, угрупування Скай, Бейлі та Кай було названа Damage CTRL, і вони виграли свій матч. 12 вересня на випуску Raw, Скай і Кай перемогли Командних Чемпіонок серед жінок Алію та Ракель Родрігес у матчі-реванші та виграли чемпіонство. 31 жовтня на випуску Raw, вони програли свій титул команді Аски та Блісс; закінчивши свій рейн через 48 днів. Потім Скай і Кай повернули титули на Crown Jewel у матчі-реванші. На Survivor Series WarGames Damage CTRL, Рія Ріплі та Ніккі Кросс програли Белейр, Асці, Блісс, Міа Їм та Беккі Лінч у матчі WarGames.
У січні 2023 року, Скай брала участь у жіночому матчі Королівської Битви на однойменному заході. Вона усунула п'ятьох учасниць, чотирьох з яких вибила вона, Бейлі та Кай, перш ніж їх усунула Лінч. 27 лютого на випуску Raw, Скай і Кай програли титули Лінч і Літі; закінчивши свій другий рейн через 114 днів. Ворожнеча призвела до жіночого командного матчу 3 на 3 на Реслманії 39, де команда Лінч, Літи та Тріш Стратус перемогли Damage CTRL.

#### Чемпіонські рейни (2023–дотепер)
На випуску Raw 10 квітня, Скай виграла матч потрійної загрози проти Йім і Пайпер Нівен, і стала претенденткою номер один на титул чемпіонки Raw серед жінок проти Б’янки Белейр на Backlash, де вона програла.
У рамках драфту WWE 2023 Damage CTRL були задрафтовані на бренд SmackDown. На випуску SmackDown від 9 червня, Скай перемогла Шотці, кваліфікувавшись на жіночий матч Money in the Bank 2023, який вона виграла. Під час матчу, Бейлі завадила Скай зняти кейс «Money in the Bank». У відповідь, Скай одягла наручники на Бейлі та Беккі Лінч, перш ніж зняти кейс. На SummerSlam Скай закешила свій контракт Money in the Bank на Б’янціі Белейр після матчу потрійної загрози за участю Аски та Шарлотт Флер, щоб виграти своє перше Ччемпіонство WWE серед жінок. 25 серпня на випуску SmackDown, Скай успішно захистила свій титул проти Зеліни Веги у своєму першому титульному захисті. Тоді Скай зберегла свій титул проти Аски та Флер у матчі потрійної загрози на Fastlane. На Crown Jewel Скай зберегла свій титул проти Белейр завдяки допомозі Кайрі Сейн, яка повернулася. На Survivor Series WarGames, Damage CTRL (до складу якого тепер входили Сейн і Аска) програли Белейр, Флер, Лінч та Шотці в матчі WarGames після того, як Лінч утримала Бейлі. На SmackDown New Year's Revolution 5 січня 2024 року, Скай перемогла Мію Їм і зберегла свій титул. Після того, як напарниця Бейлі виграла Жіночу Королівську Битву 2024 , Скай та решта Damage CTRL обернулися проти Бейлі після того, як вона дорекнула їм за те, що вони говорили про неї за її спиною, вигнавши її з угрупування. Тоді Бейлі оголосила, що кине виклик Скай за Чемпіонство WWE серед жінок на WrestleMania XL. Другої ночі WrestleMania XL 7 квітня, Скай програла свій титул Бейлі, закінчивши свій рейн у 246 дні.
Під час другого вечора драфту WWE, який відбувся 29 квітня, Скай була обраною до WWE Raw, з рештою Damage CTRL. На випуску Raw від 6 травня, Скай взяла участь у турнірі Королева Рингу, де вона здолала Наталію у першому раунді. Наступного тижня, вона здолала Шейну Базлер у чвертьфіналі, але програла Лайрі Валькірії у півфіналі. На випуску Raw від 17 червня, Скай здолала Кіану Джеймс і Зеліну Вегу в матчі потрійної загроз, кваліфікувавшись на матч з драбинами Money in the Bank. На події 6 липня, безуспішно змагалася у матчі, так як кейс виграла Тіффані Страттон. Скай стане фейсом вперше в основному ростері, разом з іншими учасниками Damage CTRL на випуску Raw від 29 липня, коли вони почали протистояння з тільки но сформованими Pure Fusion Collective - Шейна Безлер, Зої Старк і Соня Девіль.
Протягом наступних місяців, Скай почала змагатися у команді з Сейн, так як Аска і Кай відновлювалися від травм. На випуску Raw від 14 жовтня, Скай і Сейн не змогли виграти Командні Чемпіонства WWE серед жінок у Б'янки Белер і Джейд Каргіл після відволікання від команди з NXT Meta-Four (Джакара Джексон і Леш Ледженд) Це призвело до матчу між двома командами на випуску NXT від 22 жовтня, але матч закінчився без результату, після того, як Челсі Грін і Пайпер Нівен атакували обидві команди. На Crown Jewel, Скай і Сейн не змогли виграти титули у командному матчі фатальної четвірки, у якому Белер утримала Нівен, зберігши титули. Наступного випуску Raw, Скай виграла баттл-роял, викинувши останньою Валькірію, ставши претенденткою №1 на Чемпіонство світу серед жінок. На Survivor Series WarGames 30 листопада, Скай, Бейлі, Белер, Наомі і Рія Ріплі здолали Судний день (Лів Морган і Ракель Родрігес), Наю Джакс, Тіффані Страттон і Кендіс Лерей у матчі WarGames. На Saturday Night's Main Event 14 грудня, Скай не змогла виграти титул у Морган.

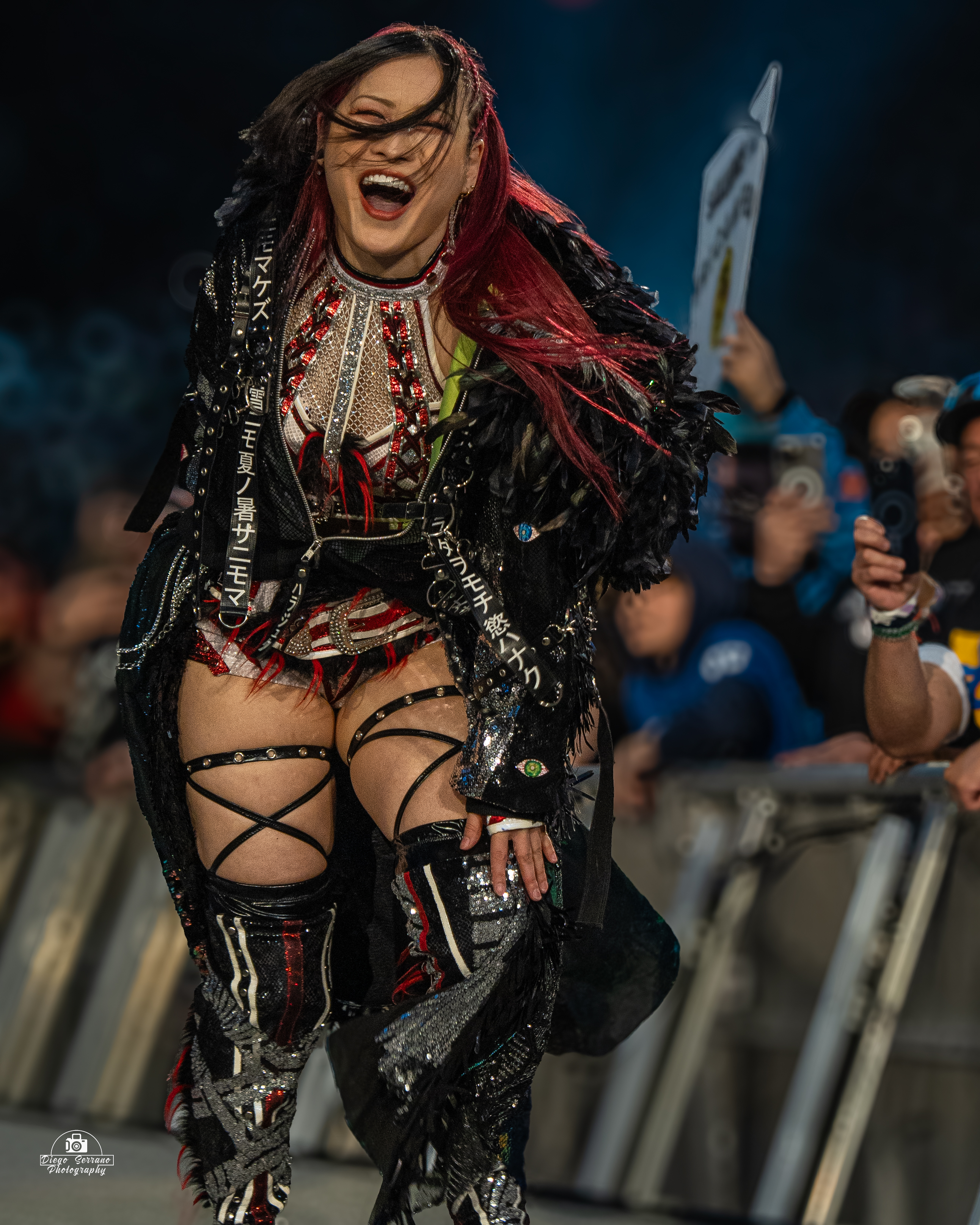
Скай у лютому 2025 р.

1 лютого 2025 року, Скай вийшла у жіночу Королівську битву під №1. Вона викинула Соню Девіль, але була елімінована Наєю Джакс, протримавшись 1:06:45. Вона побила рекорд Бейлі 2024 року, але її рекорд був побитий Лів Морган (1:07:00) і Роксанн Перес (1:07:47) того ж вечора.
На випуску Raw від 3 березня, Скай здолала Ріплі, вигравши Чемпіонство світу серед жінок. Ця перемога зробила Скай сьомою жіночою чемпіонкою Grand Slam, і десятою чемпіонкою Потрійної корони у WWE. Скай також стала першою реслеркою, яка стала чемпіонкою Grand Slam у Японії та Америці. Другого вечора Реслманії 41, Скай здолала Ріплі та Белер у матчі потрійної загрози, зберігши титул. У травні 2025, Damage CTRL тихо розпустилися після звільнення Дакоти Кай. На Evolution 13 липня, Скай програла Наомі титул, так як вона успішно використала кейс Money in the Bank під час матчу, в якому Скай захищала титул проти Ріплі, закінчивши рейн у 132 дні. Другого вечора SummerSlam 3 серпня, Скай не змогла повернути титул у Наомі у матчі потріійної загрози, який також включав Ріплі, яку Наомі утримала.

### Dream Star Fighting Marigold (2024)
11 червня 2024 року, було анонсовано, що Скай кину виклик Утамі Хаяшішіта у матчі-мрії на MArigold Summer Destiny 13 липня. На події, Скай вийшла переможницею.

## Реслінг персона і спадщина
Одате зазначила, що її образ професійної реслерки натхненний Реєм Містеріо. У 2016 році Дейв Мелцер з Wrestling Observer Newsletter назвав Одате та її співвітчизників Кайрі Сане та Маю Іватані «трьома найкращими реслерками світу».

## Інші медіа
У березні 2017 року Одате була моделью на розвороті журналу Weekly Playboy. Одате в ролі Іо Ширай та Ійо Скай є ігровим персонажем у відеоіграх WWE 2K20, WWE 2K22, WWE 2K23 і WWE 2K24 .    

## Особисте життя
Раніше Одате мав стосунки з колегою-професійним реслером Кадзушіге Носавою; вони жили разом у Кото, Токіо . Вона є фанаткою Хіроші Танахасі та Момоіро Кловер Зі.
23 травня 2012 року Одате та Носава були заарештовані в міжнародному аеропорту Наріта в Наріті, штат Тіба, після повернення з Мексики за підозрою в спробі провезти в країну 75 грамів марихуани, захованих у картинах обох. І Одате, і Носава заперечували звинувачення, стверджуючи, що картини були подарунками від шанувальників. Одате була звільнена із СІЗО 12 червня 21 червня, Одате провела прес-конференцію, на якій публічно вибачилася перед своїми шанувальниками, роботодавцями та колегами, знову заперечуючи звинувачення. Одате також розповіла, що не думала про відхід з реслінгу, але хотіла знову працювати та повернути довіру своїх однолітків і шанувальників, а також розповіла, що вони з Носавою припинили свої стосунки. 28 червня прокуратура Японії вирішила не переслідувати Одате за цей інцидент.

## Чемпіонства і досягнення
- JWP Joshi Puroresu
  - 5th Junior All Star Photogenic Award (2007) – разом з Міо Ширай[21]
- Pro Wrestling Illustrated
  - Зайняла 4 місце у топ 100 реслерок у PWI Women's 100 у 2018[361]
- Pro Wrestling Wave
  - Жіноче Командне Чемпіонство TLW World Young (1 раз) – разом з Міо Ширай[28]
  - Командний турнір 3 на 3 Captain's Fall (2009) – разом з Гамі та Міо Ширай[34]
  - TLW World Young Women's Tag Team Tournament (2009) – разом з Міо Ширай[28]
- Sports Illustrated
  - Зайняла 7 місце у топ 10 реслерів у 2020[362]
- Tokyo Sports
  - Joshi Puroresu Grand Prize (2015, 2016, та 2017)[164][189][213]
- World Wonder Ring Stardom
  - Чемпіонство Artist of Stardom (6 разів) – разом з Маю Іватані та Такумі Іроха (1),[141] Кайрі Ходжо і Маю Іватані (1),[171] HZK and Mомо Ватанабе (1),[192] AZM та HZK (2),[199][201] і HZK та Вайпер (1)[209]
  - Чемпіонство Goddess of Stardom (1 раз) – разом з Маю Іватані[150]
  - Чемпіонство High Speed (1 раз)
  - Чемпіонство Світу SWA (1 раз)[176]
  - Чемпіонство Wonder of Stardom (2 рази)
  - Чемпіонство World of Stardom (2 рази)
  - Перша Grand Slam Чемпіонка[152]
  - Ткрнір за Чемпіонство Artist of Stardom (2017) – разом з AZM and HZK[199]
  - Турнір за Чемпіонство Goddess of Stardom (2015) – разом з Маю Іватані[150]
  - Goddesses of Stardom Tag League (2015) – разом з Маю Іватані[162]
  - Red Belt Challenger Tournament (2013)[91]
  - Турнір за Чемпіонство Світу SWA(2016)[176]
  - 5★Star GP (2014)
  - 5★Star GP Award (4 рази)
    - 5★Star GP Best Match Award (2015) vs. Маю Іватані 23 серпня[157]
    - 5★Star GP Best Match Award (2016) vs. Кайрі Ходжо 3 вересня[363]
    - 5★Star GP Technique Award (2013, 2017)[102][364]

  - Stardom Year-End Awards (8 разів)
    - Best Match Award (2015) vs. Мейко Сатомура 23 грудня[365]
    - Best Match Award (2016) vs. Маю Іватані 22 грудня[366]
    - Best Match Award (2018) разом з Маю Іватані vs. Кагетсу і Хазукі 17 червня[367]
    - Best Tag Team Award (2015) разом з Маю Іватамі[365]
    - MVP Award (2013, 2014, 2016)[115][366][368]
    - Outstanding Performance Award (2017)[369]
- WWE
  - Чемпіонство світу серед жінок (1 раз)[370]
  - Чемпіонство WWE серед жінок (1 раз)[371]
  - Командне Чемпіонство WWE серед жінок (2 рази) – разом з Дакотою Кай[311]
  - Чемпіонство NXT серед жінок (1 раз)[285]
  - Командне Чемпіонство NXTсеред жінок (1 раз) – разом з Зої Старк[293]
  - Жіночий Money in the Bank (2023)[322]
  - Women's Dusty Rhodes Tag Team Classic (2022) – разом з Кей Лі Рей[298]
  - NXT Year-End Award (3 рази)
    - Майбутня Зірка NXT (2018)[372]
    - Жіночий Учасник Року (2020)[373]
    - Загальний Учасник Року (2020)[373]
- Інші титули
  - Змішане Командне Чемпіонство Americas World (1 раз) – разом з Носавою[64]

## Рекорд Luchas de Apuestas
| Переможець (ставка) | Програвший (ставка) | Місцезнаходження         | Подія      | Дата             | Примітки |
| ------------------- | ------------------- | ------------------------ | ---------- | ---------------- | -------- |
| Іо Ширай (волосся)  | La Maléfica (маска) | Пачука, Ідальго, Мексика | Жива подія | 1 листопада 2011 | [ 66 ]   |